# Matevž Krivic
Matevž Krivic, slovenski pravnik in sodnik, * 8. november 1942.
Krivic je bil sodnik Ustavnega sodišča Slovenije v prvi sestavi, na položaju med 25. junijem 1991 in 17. decembrom 1998. Leta 1988 je bil član Odbora za varstvo človekovih pravic ob Procesu proti četverici. Pravno pomoč je nudil Izbrisanim ter se javno zavzemal za rešitev njihove problematike.
Javno nenehno deluje kot publicist in komentator odmevnih pravnih oziroma pravno-političnih vprašanj.